# 야노 히로타케
야노 히로타케(矢野博丈, 1943년 4월 19일 ~ 2024년 2월 12일)는 다이소 할인 소매 체인의 창립자였던 일본 사업가였다.

## 다이소
야노는 1972년 29세 때 야노 상점(야노 상점)이라는 첫 번째 회사를 설립하여 트럭 뒤에서 물건을 판매하고 이동식 나무 스탠드에 상품을 전시했다.
1977년 회사명을 다이소공업으로 바꾸고 보편적 가격 100엔을 도입했다. 야노는 다양한 가격으로 다양한 제품에 태그를 지정해야 하는 것이 그와 그의 아내에게 너무 시간이 많이 걸리기 때문에 모든 품목의 가격을 100엔으로 책정하여 일을 더 간단하게 하기로 결정했다고 말했다. 야노는 일본에서 단일 가격 모델을 채택한 최초의 소매업체 중 하나였다. 이는 1970년대 중반의 석유 위기와 경기 침체 이후 일본 소비 문화의 변화가 시작된 것과 동시에 이루어졌으며 이는 회사의 성공으로 이어졌다.
1987년 야노는 100엔 다이소라는 회사를 설립했고, 1991년 이 회사는 가가와현 다카마쓰시에 영구 건물에 첫 번째 직영 매장을 열었다.